# Крістін Вудс
Крістін Вудс (англ. Christine Woods; нар. 3 вересня 1983, Лейк Форест, Каліфорнія, США) — американська акторка. Відома за роль спеціального агента ФБР Дженіс Хок у науково-фантастичному телесеріалі Проблиски майбутнього.

## Життєпис
Крістін Елізабет Вудс народилася в Лейк Форесті, Каліфорнія, США. У старшій школі брала участь у театральному гуртку «Soundstation». Вивчала музичне театральне мистецтво Університеті Аризони.

### Кар'єра
Крістін почала зніматися у 2005. Першою роботою стал роль у одному з епізодів серіалу «Місце Злочину: Маямі». З того часу у неї були невеликі ролі в «Як я познайомився з вашою мамою», «Доктор Хаус», «NCIS: Полювання на вбивць».
У 2009-2010 виконувала роль лесбійки, яка працює спеціальним агентом ФБР під керівництвом Марка Бенфорда (Джозеф Файнс) у серіалі «Проблиски майбутнього». У 2011 виконувала одну із головних ролей у серіалі «Ідеальні пари». Вудс з Кайлом Борнхеймером виконали роль сімейної пари Дейва та Джулії, хоча вони й щасливі та страждають від втручання батьків і друзів.
У музичній драмі 2014 «Пісня» акторка виконала роль Алісії. У п'ятому сезоні серіалу «Ходячі мерці» зіграла офіцера-садиста у кількох епізодах. У грудні 2016 стало відомо, що Крістін Вудс, Карен Фукухара, Міяві та Росс Патрідж приєдналася до акторського складу фільму «Stray».

## Приватне життя
Вудс — американка ірландського походження. Вона є великим захисником прав геїв. Її зріст — 1,68 м.
Своє особисте життя Крістін тримає в таємниці. Про її минуле відомо мало, відомості про романтичні стосунки з ким-небудь відсутні. При цьому Вудс не виходила заміж, у неї немає чоловіка і дітей.
Її поточна вартість активів оцінюється в більш ніж два мільйони доларів. Крістін активно користується Instagram і Твіттер.

## Фільмографія

### Фільми
| Рік  | Назва                     | Оригінальна назва                          | Роль    | Примітки  |
| ---- | ------------------------- | ------------------------------------------ | ------- | --------- |
| 2007 | «Будинок з привидами»     | The Haunting of Marsten Manor              | Еріка   |           |
| 2007 | «Атланта»                 | Atlanta                                    | Анжела  | телефільм |
| 2008 | «Божевілля Джейн»         | The Madness of Jane                        | Марі    | телефільм |
| 2008 |                           | Mike Birbiglia's Secret Public Journal     | Еббі    | телефільм |
| 2009 |                           | Sveener and the Shmiel                     | Трейсі  |           |
| 2012 | «Стіл на трьох»           | Table for Three                            | Пен     | телефільм |
| 2014 |                           | Two to Go                                  | Лора    | телефільм |
| 2014 | «Пісня»                   | The One I Wrote for You                    | Алісія  |           |
| 2016 |                           | Before the Sun Explodes                    | Діана   |           |
| 2016 |                           | Dean                                       | Мішель  |           |
| 2017 |                           | I Don't Feel at Home in This World Anymore | Мередіт |           |
| 2017 |                           | Stray                                      | Мерфі   |           |
| 2017 |                           | Poor Greg Drowning                         | Ешлі    |           |
| 2017 | Знову вдома               | Home Again                                 |         |           |
| 2019 | Надприродне (фільм, 2019) | Stray                                      | Мерфі   |           |

### Серіали
| Рік       | Назва                             | Оригінальна назва      | Роль                | Примітки            |
| --------- | --------------------------------- | ---------------------- | ------------------- | ------------------- |
| 2005      | «Місце Злочину: Маямі»            | CSI: Miami             | Валері Нельсон      | 1 епізод            |
| 2006-2007 | «Гра»                             | The Game               | Крістін             | 2 епізоди           |
| 2007      | «Як я познайомився з вашою мамою» | How I Met Your Mother  | офіціантка          | 1 епізод            |
| 2008      | "Вітаємо в „Капітана“             | Welcome to The Captain | Клер                | 2 епізоди           |
| 2008      | «Доктор Хаус»                     | House                  | Лу                  | 1 епізод            |
| 2008      | «Детектив Раш»                    | Cold Case              | Кессі Майклз        | 1 епізод            |
| 2008      | «NCIS: Полювання на вбивць»       | NCIS                   | Ребекка Дженнінгс   | 1 епізод            |
| 2008      | «У простому вигляді»              | In Plain Sight         | Гвен                | 1 епізод            |
| 2009–2010 | «Проблиски майбутнього»           | FlashForward           | Яніс Хок            | 22 епізоди          |
| 2011      | «Ідеальні пари»                   | Perfect Couples        | Джулія              | 14 епізодів         |
| 2011      | «Шукач»                           | The Closer             | Кейсі Ватсон        | 1 епізод            |
| 2012      | «Касл»                            | Castle                 | Лінн Вест           | 1 епізод            |
| 2012      | «Як стати джентльменом»           | How to be a Gentleman  | Мелісса             | 1 епізод            |
| 2012      | «Необхідна жорстокість»           | Necessary Roughness    | Лідія               | 1 епізод            |
| 2012-2013 | «На старт!»                       | Go On                  | Джені               | 5 епізодів          |
| 2013      | «Давай знайомитись»               | Hello Ladies           | Джессіка Вандерхофф | 9 епізодів          |
| 2014      | «Ходячі мерці»                    | The Walking Dead       | Даун Лернер         | 3 епізоди           |
| 2014      | «Вибраний»                        | Chozen                 |                     | озвучення; 1 епізод |
| 2014      | «Штати майбутнього»               | Futurestates           | Еріка Роулс         | 1 епізод            |
| 2014      | «Училка»                          | Bad Teacher            | Алекс               | 1 епізод            |
| 2015-2016 | «Дивна парочка»                   | The Odd Couple         | Ешлі                | 3 епізоди           |
| 2015      | «Мій хлопчик»                     | About a Boy            | Ліз                 | 5 епізодів          |
| 2015      | «Комедія. Бах! Бах!»              | Comedy Bang! Bang!     | Даян                | 1 епізод            |
| 2016      | «Улов»                            | The Catch              | Ребекка Блум        | 1 епізод            |
| 2016      |                                   | Glimpses of Greg       | Ешлі                | 2 епізоди           |
| 2017      | «Морська поліція: Новий Орлеан»   | NCIS: New Orleans      | Бонні Медіган       | 1 епізод            |